# Dodécanèse italien
1923 – 1943 / 1947
Entités précédentes :
- Empire ottoman

Entités suivantes :
- Royaume de Grèce

Le Dodécanèse italien, également connu sous le nom d’Îles italiennes de l'Égée (en italien : Isole italiane dell'Egeo et en grec moderne : Ιταλικά νησιά του Αιγαίου) ou de Possessions italiennes de l'Égée (en italien : Possedimenti Italiani dell'Egeo), était une colonie du royaume d'Italie composée de douze îles principales et située dans la Mer Égée, au sud-ouest de la Turquie. Conquis durant la guerre italo-turque, l'archipel du Dodécanèse est resté possession de Rome entre 1912 et 1943 (de fait) ou 1947 de droit.

## Conquête de l'archipel par l'Italie

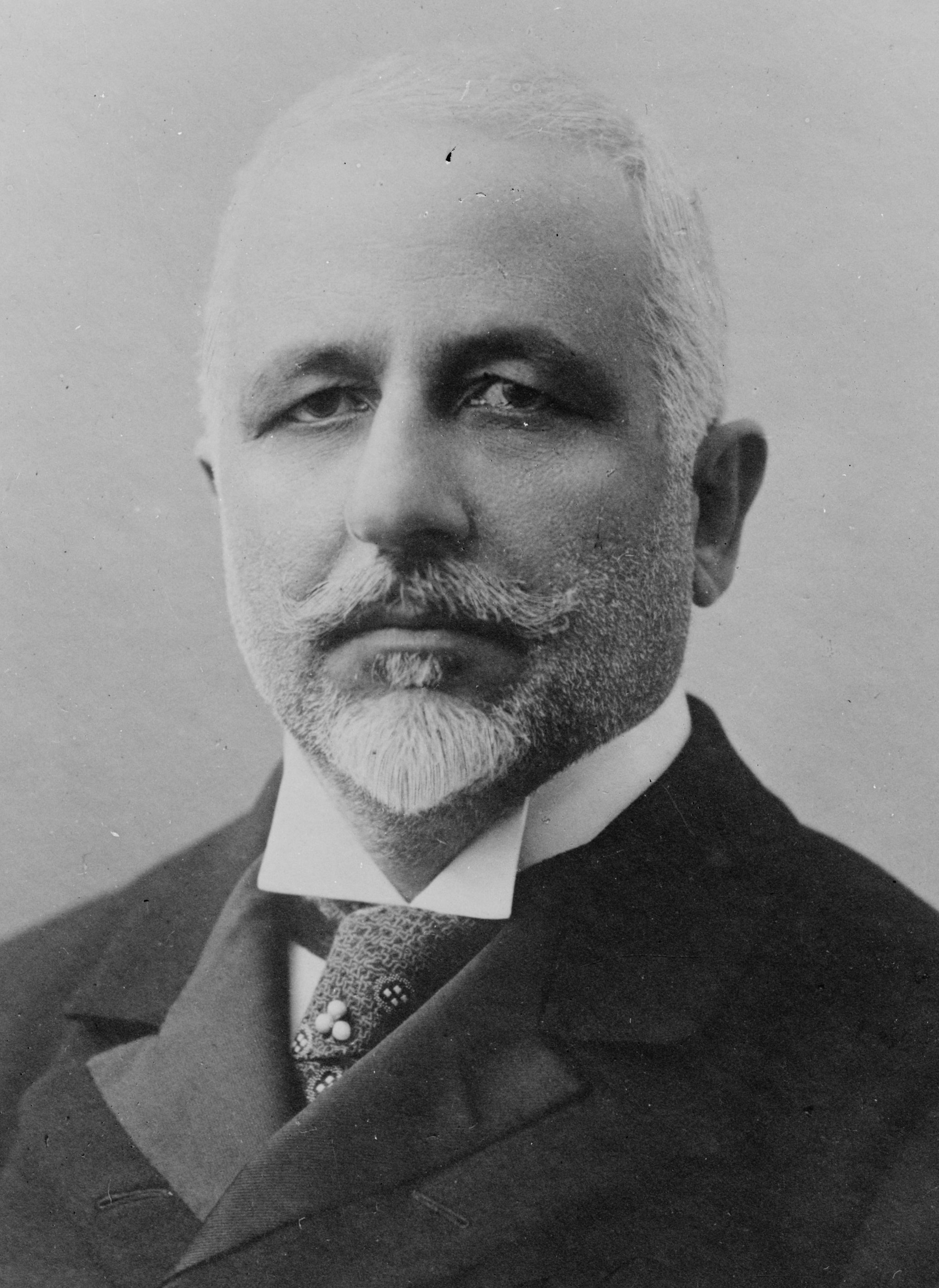
Le président du conseil italien Tommaso Tittoni.

Le Dodécanèse est occupé par le royaume d'Italie lors de la guerre italo-turque de 1912. La signature du traité d'Ouchy, qui met fin au conflit, prévoit une restitution, à terme non-précisé, de l'archipel à l'Empire ottoman. L'imprécision du traité et le contexte international instable (guerres balkaniques puis Première Guerre mondiale) permettent à Rome d'établir une administration provisoire sur Rhodes et les îles environnantes.
En 1919, un accord entre le Premier ministre grec Elefthérios Venizélos et le ministre des Affaires étrangères italien Tommaso Tittoni ouvre la possibilité d'une cession des îles du Dodécanèse (majoritairement peuplées de Grecs) au royaume de Grèce, à l'exception de Rhodes. Cependant, la guerre gréco-turque, la défaite de l'armée hellène face aux forces de Mustafa Kemal Atatürk et la disparition de l'Empire ottoman permettent à l'Italie de ne mettre en vigueur ni le traité d'Ouchy, ni l'accord Venizélos-Tittoni.
Finalement, le traité de Lausanne de 1923, qui met un terme à la guerre d'indépendance turque, voit Ankara abandonner toute revendication sur le Dodécanèse, qui passe officiellement sous domination italienne. Le Dodécanèse devient alors une colonie de l'Italie fasciste, qui la dénomme « Possessions italiennes de l'Égée » (Possedimenti Italiani dell'Egeo).
L'installation italienne dans le Dodécanèse s'explique par des raisons stratégiques, l'Italie cherchant à étendre son empire colonial en mer Méditerranée sur la route de l'Érythrée et de la Somalie italiennes. Les îles de Leros et de Patmos deviennent alors des bases pour la Marine royale italienne.

## Administration coloniale

### La politique d'italianisation
À partir de 1923, le gouvernement italien met en place une politique d'italianisation des populations de l'archipel et cherche à faire du territoire une voie d'accès vers la Grèce et le Levant. Le premier gouverneur général du Dodécanèse, Mario Lago (it) (1923-1936), octroie des terres aux colons italiens venus s'installer dans l'archipel. Désireux de fondre les populations grecques, turques, juives et italiennes de l'île, il encourage dans le même temps les mariages mixtes entre indigènes et colons.

Cesare Maria De Vecchi (ici, au centre de la photo) est le second gouverneur italien du Dodécanèse.

En 1929, des bourses d'études à l'Université de Pise sont créées pour les étudiants de l'archipel afin de propager la langue et la culture italienne au sein de la population. Dans le même temps, le rite uniate est interdit dans les cérémonies catholiques afin de rapprocher les coutumes des indigènes de celles de la métropole. Les autorités italiennes tentent également, mais sans succès, de limiter l'influence du Patriarcat œcuménique de Constantinople en mettant en place une église orthodoxe autocéphale dans l'archipel.
Les organisations fascistes comme l'Opera Nazionale Balilla se développent dans les îles et l'italianisation des noms de familles est encouragée par les autorités coloniales. Malgré tout, les populations de l'archipel ne reçoivent pas la pleine citoyenneté et ne sont pas forcées à intégrer les forces armées italiennes.
Sous le gouvernorat de Cesare Maria De Vecchi, de 1936 à 1940, l'effort d'italianisation s'intensifie. L'usage de la langue italienne devient obligatoire dans l'éducation et la vie publique, le grec passant au rang d'option facultative en classe,. Le système de municipalités fascistes (comune) est mis en place dans les îles à partir de 1937, et de nouveaux Podestats sont nommés. Enfin, en 1938, les lois raciales italiennes sont introduites dans le Dodécanèse en même temps qu'une série de décrets harmonisant la législation locale avec le droit italien.

### La politique de peuplement
La volonté du gouvernement italien d'établir des colons dans l'archipel connaît un succès limité. En 1936, il y a seulement 7 015 Italiens dans le Dodécanèse sur une population totale de 129 135 habitants et la plupart des colons habitent les îles de Rhodes (pour 80 %) et de Leros. À Rhodes et à Kos, la majorité des colons sont des agriculteurs alors que les Italiens de Leros sont plutôt des employés de l'armée qui vivent dans la cité de Portolago (aujourd'hui Lakki). Outre ces colons, approximativement 40 000 soldats et marins italiens sont basés dans le Dodécanèse, en 1940.
Après l'annexion de l'archipel par la Grèce en 1947, la majorité des Italiens a choisi d'être rapatriée en métropole et ceux qui ont choisi de rester dans l'archipel se sont rapidement assimilés à la population grecque.

### Campagnes archéologiques

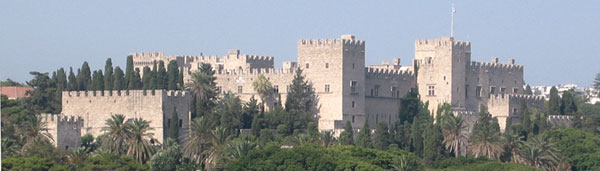
Le Palais du Grand-Maître de l'ordre des Hospitaliers de Saint-Jean.

D'après Benito Mussolini, Rhodes et le Dodécanèse n'ont fait que « retrouver la mère patrie » lorsque l'Italie les a annexés car l'archipel a longtemps appartenu à l'Empire romain, et l'Italie fasciste utilise cet argument pour légitimer sa présence dans l'Égée. Dans les années 1930, des fouilles sont donc organisées afin de mettre au jour des traces d'implantation romaine et renforcer ainsi les liens entre l'Italie et sa colonie,.
Le gouvernement fasciste entame une campagne de restaurations visant à mettre en valeur le passé « italien » du Dodécanèse. Considérant l'ordre de Saint-Jean de Jérusalem comme « italien » (alors que la lingua franca en était le français), les autorités coloniales font restaurer le palais des grands maîtres de l'Ordre dans les années 1930.

### Constructions et aménagements
Benito Mussolini désire faire du Dodécanèse une vitrine de l'empire colonial italien et y met en œuvre une politique de grands travaux très importante. De nouvelles routes, des constructions massives répondant aux critères de l'architecture fasciste, des aqueducs, des centrales électriques et des hôpitaux sont ainsi édifiés, parfois avec une main-d'œuvre forcée.
Aujourd'hui encore, certaines traces de cette politique de grands travaux sont visibles dans l'archipel :

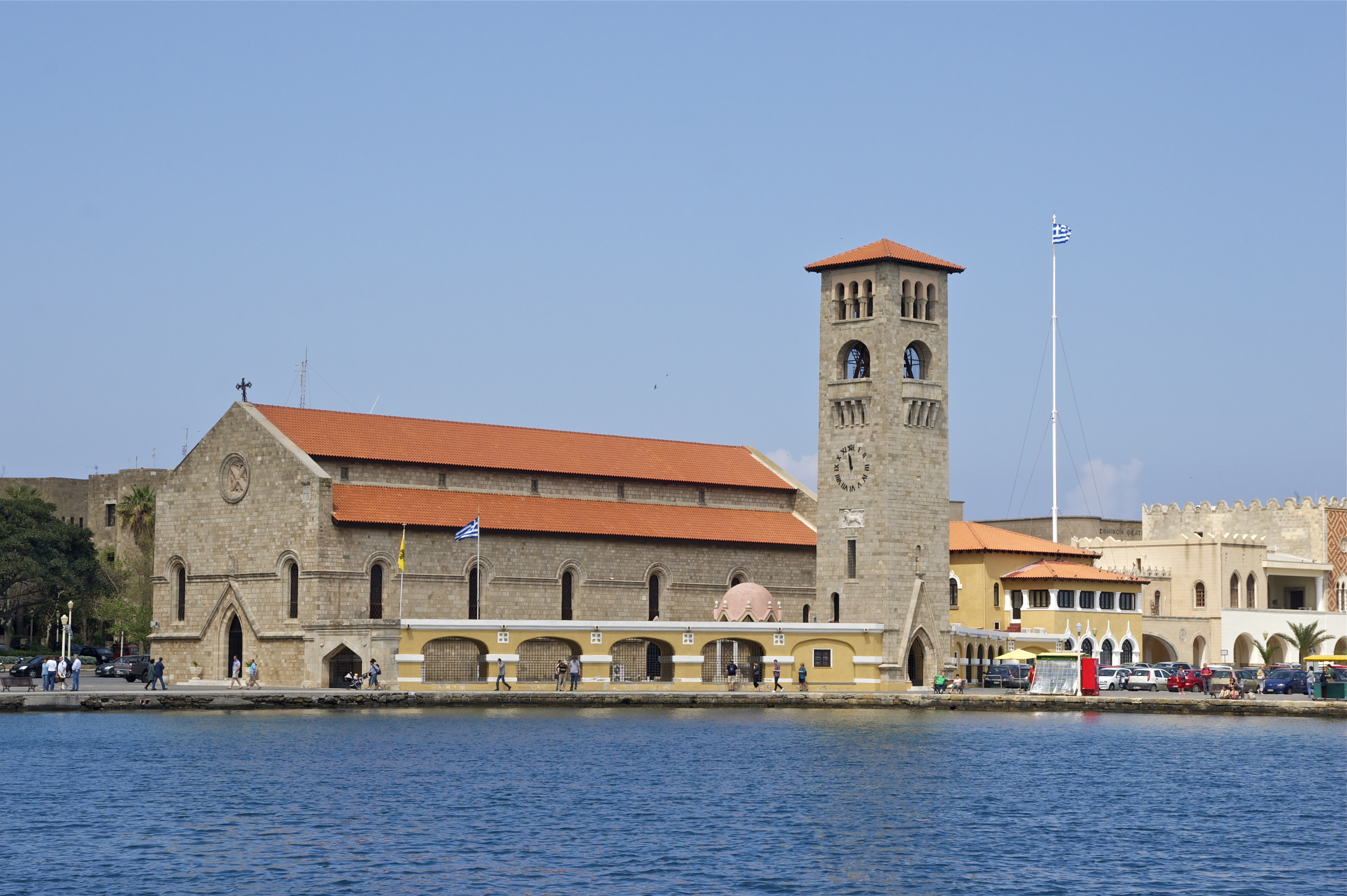
L'église San Giovanni de Rhodes.

- Le Grande Albergo delle Rose (aujourd'hui Casino Rodos) construit par Florestano Di Fausto et Michele Platania en 1927, qui mêle les styles arabe, byzantin et vénitien ;
- La Casa del Fascio de Rhodes, édifiée en 1939 dans un style typiquement fasciste. Elle sert aujourd'hui de mairie ;
- L’Église catholique San Giovanni, reconstruite en 1925 par Rodolfo Petracco pour succéder à la cathédrale des chevaliers de l'ordre de Saint-Jean de Jérusalem ;
- Le Teatro Puccini de la ville de Rhodes, aujourd'hui Théâtre national, bâti en 1937 ;
- Le Palazzo del Governatore, construit en 1927 dans un style vénitien. Il abrite aujourd'hui les bureaux de la Préfecture du Dodécanèse ;
- Le Villaggio rurale San Benedetto, aujourd'hui Kolymbia, est édifié en 1938 pour servir de village modèle bénéficiant de tous les services modernes ;
- La Communité de Portolago, aujourd'hui Lakki, sur l'île de Leros, bâtie en 1938 dans un style typiquement Art déco italien.

Les Italiens établissent par ailleurs le premier cadastre du Dodécanèse. Ils y introduisent le tourisme de masse, notamment à Rhodes et à Kos. Malgré tout, les plus petites îles de l'archipel sont peu touchées par les efforts de transformation du colonisateur et restent sous-développées.

## Projets d'expansion

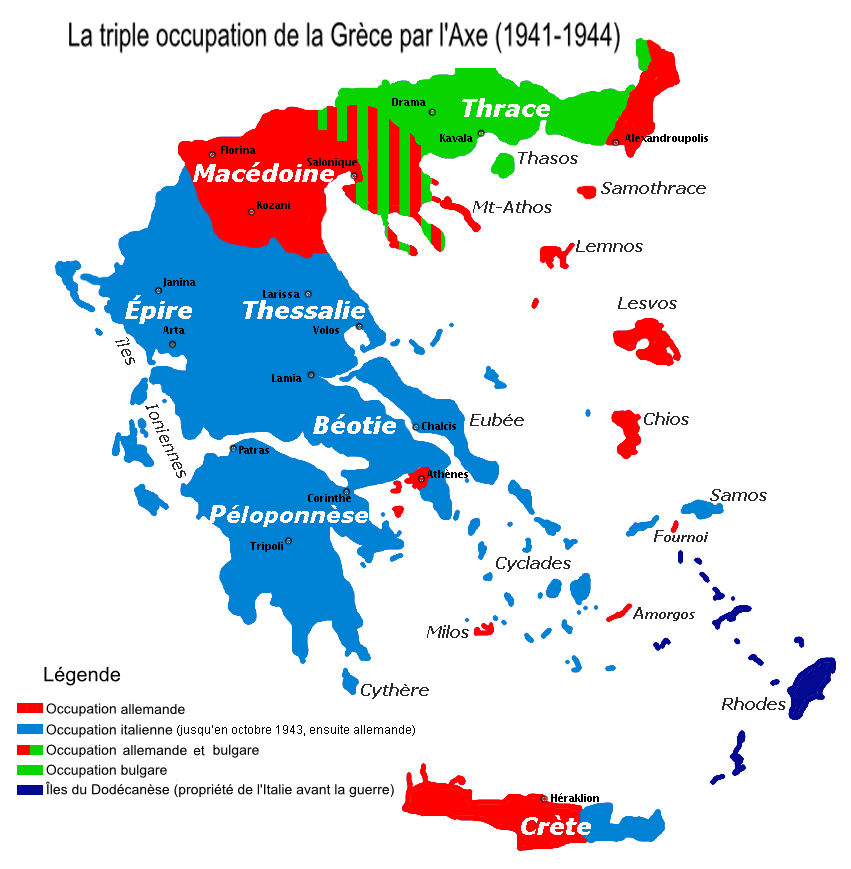
Les régions grecques occupées par l'Italie durant la Seconde Guerre mondiale entre 1941 et 1944, apparaissent ici en bleu (le Dodécanèse italien est en bleu foncé).

Grâce à la signature des accords de Saint-Jean-de-Maurienne de 1917, l'Italie obtient, une fois la Première Guerre mondiale terminée, une zone d'influence dans la région d'Antalya, en Turquie. Rome occupe alors brièvement la ville et sa région mais la victoire des nationalistes turcs durant leur guerre d'indépendance chasse les Italiens de leur zone d'occupation.
Durant la Seconde Guerre mondiale, les autorités fascistes cherchent à incorporer les Cyclades et les Sporades dans leurs possessions égéennes. Cependant, les Allemands préfèrent créer un État grec fantoche, et comme ils l'ont déjà diminué au profit de leur alliée la Bulgarie, ils ne sont pas prêts à concéder les îles égéennes à l'Italie. Les Cyclades étant placées sous occupation italienne, Rome se prépare malgré tout à l'annexion des îles.

## Fin de l'influence italienne
Après la capitulation de l'Italie en septembre 1943, l'archipel italien devient l'enjeu de la campagne du Dodécanèse: les États-Unis ayant refusé d'épauler les Britanniques, ce sont les Allemands qui sortent vainqueurs des combats et, même après la retraite allemande de Grèce continentale en 1944, le Dodécanèse reste occupé jusqu'à la fin du conflit, en 1945, avec des conséquences tragiques.
Le refus américain d'épauler les Britanniques, par la voix de Harry Hopkins (conseiller de Roosevelt), a des raisons géopolitiques dépassant largement le cadre du Dodécanèse. La défaite des Britanniques met fin à leurs espoirs de débarquer dans les Balkans pour y rétablir les régimes politiques d'avant-guerre dont les États-Unis ne voulaient plus, ce qui oblige Churchill face à Staline, fin 1943 à la conférence de Téhéran et en octobre 1944 à Moscou, à renoncer à toute prétention sur l'Europe de l'Est en échange de la garantie de conserver la Grèce dans la zone d'influence britannique en dépit de sa puissante résistance communiste et au prix d'une guerre civile.
Dans le contexte de la Shoah, l'échec britannique scelle le sort des Juifs qui y vivaient et donne aux nazis l'opportunité d'étendre la mise en œuvre de la solution finale à ces îles : 1 700 membres de la très ancienne communauté juive de Rhodes ont été ainsi raflés par la Gestapo en juillet 1944 et seulement quelque 160 d'entre eux ont survécu.
Sur le plan tactique, les Allemands capturent 1 388 soldats britanniques et 3 145 Italiens, et passent par les armes plusieurs dizaines de résistants grecs qui avaient aidé les Alliés. Le 3 octobre, ils exécutent aussi le gouverneur italien de l'île, le colonel Felice Legio, suivant un ordre d'Adolf Hitler d'abattre tous les officiers italiens capturés. Les prisonniers de guerre italiens et britanniques sont par ailleurs transférés vers l'Europe continentale par les Allemands dans des embarcations de fortune. Cela conduisit à plusieurs accidents, dont le naufrage de l’Oria SS le 12 février 1944. Plus de 4 000 Italiens sont morts lorsque le navire a coulé dans une tempête.
Enfin, sur le plan juridique, le Dodécanèse reste, durant l'occupation allemande, sous la souveraineté nominale de l'Italie (soit le royaume italien aux yeux des Alliés, mais la République sociale italienne aux yeux des Allemands) ; il est de fait soumis à la juridiction militaire allemande (Militärverwaltung).
Une fois la Seconde Guerre mondiale terminée, les îles sont brièvement occupées par le Royaume-Uni. Finalement, le traité de Paris de 1947 permet le rattachement de l'archipel au royaume de Grèce.

## Liste des gouverneurs italiens de l'archipel

### Les commandants du Dodécanèse occupé
- 1912-1913 : Giovanni Ameglio
- 1913-1913 : Ferruccio Trombi (it) (provisoire)
- 1913-1914 : Francesco Marchi
- 1914-1915 : Giovanni Croce

### Les commandants de la colonie du Dodécanèse
- 1914-1917 : Giovanni Croce
- 1917-1919 : Vittorio Elia
- 1919-1920 : Achille Porta
- 1920-1920 : Carlo Senni (provisoire)
- 1920-1921 : Felice Maiassa
- 1921-1922 : Alessandro De Bosdari (it)

### Les gouverneurs de la colonie du Dodécanèse
- 1922-1936 : Mario Lago (it)
- 1936-1940 : Cesare Maria De Vecchi
- 1940-1941 : Ettore Bastico
- 1941-1943 : Inigo Campioni
- 1943-1945 : Iginio Ugo Faralli (it) (fonction nominale)

## Divisions administratives
| Île (nom italien entre parenthèses)        | Superficie du territoire | Population |
| ------------------------------------------ | ------------------------ | ---------- |
| Rhodes (Rodi) et îlots dépendants          | 1 398 km2                | 60 244     |
| Patmos (Patmo) et îlots dépendants         | 57,1 km2                 | 3 214      |
| Lipsi (Lisso)                              | 17,4 km2                 | 993        |
| Kalymnos (Calino) et îlots dépendants      | 128,2 km2                | 15 338     |
| Kos (Coo)                                  | 296 km2                  | 20 003     |
| Astypalaia (Stampalia) et îlots dépendants | 113,6 km2                | 1 767      |
| Nisyros (Nisiro) et îlots dépendants       | 48 km2                   | 2 375      |
| Symi (Simi) et îlots dépendants            | 63,6 km2                 | 6 176      |
| Tilos (Piscopi) et îlots dépendants        | 64,3 km2                 | 1 227      |
| Chálki (Calchi) et îlots dépendants        | 30,3 km2                 | 1 476      |
| Karpathos (Scarpanto) et îlots dépendants  | 306 km2                  | 7 893      |
| Kassos (Caso) et îlots dépendants          | 69,4 km2                 | 1 913      |
| Megísti (Castelrosso) et îlots dépendants  | 11,5 km2                 | 2 267      |
| Îles italiennes de l'Égée                  | 2 668,3 km2              | 132 289    |

Source : Recensement de 1936
Source : Annuario Generale, Consociazione Turistica Italiana, Roma, 1938